# ソン・ハユン
ソン・ハユン（朝: 송하윤、1986年12月2日 - 、）は、韓国の女優。2012年までキム・ビョルという芸名で活動していた。

## 来歴
高校時代から雑誌やCMでモデルとして活動し、2004年、KBSドラマ『サンドゥ、学校へ行こう!』で女優デビュー。2005年、MBCドラマ『テルン選手村』で天才体操少女マルを演じ注目を集める。
2008年、チャン・グンソク主演の映画『赤ちゃんと僕』でヒロインのビョル役を演じる。
2009年、主演を務めた映画『お葬式のメンバー』が第13回釜山国際映画祭にてニュー・カレンツ部門で審査委員Special mentionとアジア映画振興機構賞を受賞し、第59回ベルリン国際映画祭ではフォーラム部門に招待された。
デビュー以来キム・ビョルという芸名で活動していたが、それまでティーンの役柄を演じる事が多く、ビョルという名前の響きが可愛らしいイメージだったため、2012年に現在の「ソン・ハユン」に改名。
2013年5月、JYPエンターテインメントと専属契約を結んだ。
2017年、ドラマ『サム、マイウェイ〜恋の一発逆転!〜』で主人公カップルの幼馴染・ヘリを演じ、第10回コリア・ドラマ・アワードで優秀女優賞を受賞した。
2019年4月、キングコング by STARSHIPに移籍する。

## 出演

### ドラマ
- サンドゥ、学校へ行こう!（2003年、KBS2） - 生徒 役
- テルン選手村（朝鮮語版）（2005年、MBC） - チョン・マル 役
- 必殺! 最強チル（2008年、KBS2） - ヨンドゥ 役
- ファントム（朝鮮語版）（2012年、SBS） - チェ・スンヨン 役
- リセット（2014年、OCN） - チェ・ユニ 役
- スウェーデンランドリー（朝鮮語版）（2014年、MBC） - キム・ボム 役[10]
- ドリームナイト（2015年、ウェブドラマ）- チュ・イニョン 役[11]
- それでも青い日に（朝鮮語版）（2015年、KBS2） - イ・ヨンヒ 役
- いとしのクム・サウォル（朝鮮語版）（2015年-2016年、MBC） - イ・ホンド/チュ・オウォル 役
- 君のそばに～Touching You～（2016年、WEB）- チン・ヒヨン 役
- 復讐のカルテット（2017年、SBS） - セラ・パク 役
- サム、マイウェイ〜恋の一発逆転!〜（2017年、KBS2） - ペク・ソリ 役[12]
- 恋の記憶は24時間（朝鮮語版）（2018年、Dramax） - チュ・ギプム 役
- どうかその男と会わないで（朝鮮語版）（2020年-2021年、MBC every1） - ソ・ジソン 役
- 私の夫と結婚して（2024年、tvN）-  チョン・スミン 役

### 映画
- ダンサーの純情（朝鮮語版）（2005年）
- 多細胞少女（2006年）
- 赤ちゃんと僕（2008年） - キム・ビョル 役
- お葬式のメンバー（朝鮮語版）（2009年）
- 飛翔（朝鮮語版）（2009年）
- 火車 HELPLESS（2012年）
- 私は公務員だ（朝鮮語版）（2012年）
- 提報者 ES細胞捏造事件（2014年）
- 完璧な他人（2019年） - セギョン 役[13]

### バラエティ
- 草をかじる音～秋編～（2018年、tvN）[14]